# Liste der Biografien/De D
Liste der Biografien |
Portal Biografien |
D Personensuche
# |
A |
B |
C |
D |
E |
F |
G |
H |
I |
J |
K |
L |
M |
N |
O |
P |
Q |
R |
S |
T |
U |
V |
W |
X |
Y |
Z |
?
 
Da |
Db |
Dc |
Dd |
De |
Dg |
Dh |
Di |
Dj |
Dk |
Dl |
Dm |
Dn |
Do |
Dq |
Dr |
Ds |
Du |
Dv |
Dw |
Dy |
Dz
 
De A |
De B |
De C |
De D |
De E |
De F |
De G |
De H |
De J |
De K |
De L |
De M |
De N |
De P |
De Q |
De R |
De S |
De T |
De V |
De W |
De Y |
De Z 

Dea |
Deb |
Dec |
Ded |
Dee |
Def |
Deg |
Deh |
Dei |
Dej |
Dek |
Del |
Dem |
Den |
Deo |
Dep |
Deq |
Der |
Des |
Det |
Deu |
Dev |
Dew |
Dex |
Dey |
Dez
Die Liste der Biografien führt alle Personen auf, die in der deutschsprachigen Wikipedia einen Artikel haben. Dieses ist eine Teilliste mit 24 Einträgen von Personen, deren Namen mit den Buchstaben „De D“ beginnt.

## De D

### De De
- De Decker, Armand (1948–2019), belgischer Senator und Bürgermeister
- De Decker, Mike (* 1995), belgischer DartspielerMike De Decker (* 1995)

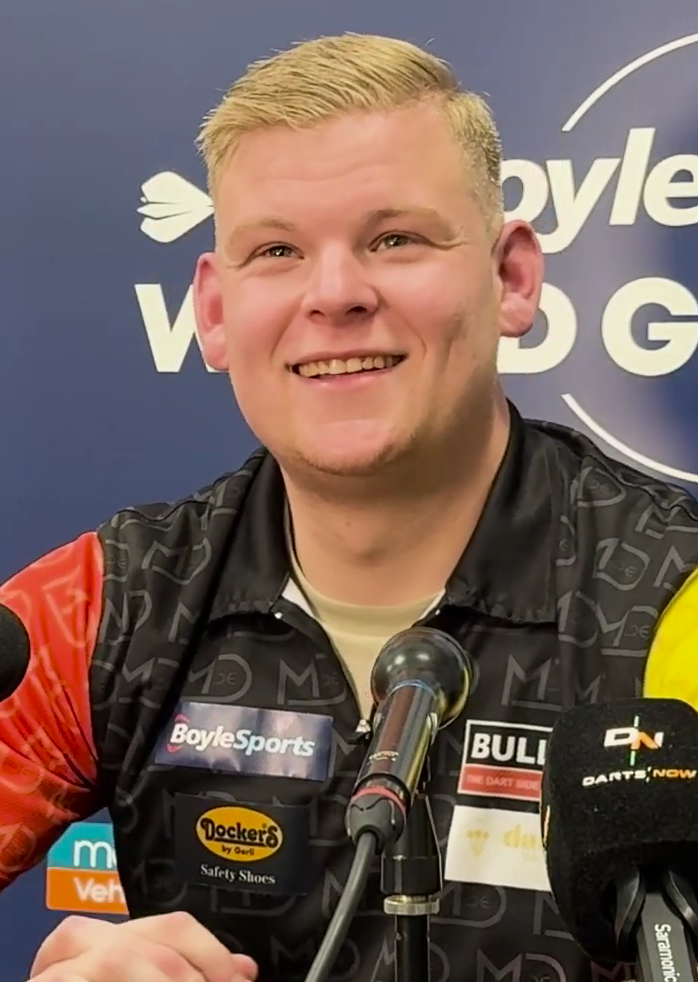
Mike De Decker (* 1995)

- De Decker, Pieter (1812–1891), belgischer Staatsmann
- De Decker, Tijl (2001–2023), belgischer Radrennfahrer
- De Deckker, Patrick (* 1948), australischer Paläontologe
- De Deken, Constant (1852–1896), belgischer Missionar und Forschungsreisender
- De Deken, Henri (1907–1960), belgischer Fußballspieler
- De Demo, Claude (* 1980), luxemburgische Schauspielerin und Hörspielsprecherin
- De Deyne, Wim (* 1977), belgischer Shorttracker
- De Deyville, John, englischer Adliger und Rebell

### De Di
- De Dijn, Rosine (* 1941), belgische Journalistin und Schriftstellerin

### De Do
- De Dominici, Bernardo (1683–1759), italienischer Maler und Kunsthistoriker
- De Dominici, Giampaolo (1680–1758), italienischer Schauspieler, Musiker, Sänger und Komponist
- De Dominici, Raimondo (1645–1705), italienischer Maler
- De Dominicis, Gennaro (1919–1962), italienischer Filmregisseur und Drehbuchautor
- De Dominicis, Gino (1947–1998), italienischer Konzeptkünstler und Maler
- De Donatis, Angelo (* 1954), italienischer römisch-katholischer Geistlicher, Kardinalgroßpönitentiar, ehemaliger Generalvikar von Rom
- De Donato, Luigi (* 1975), italienischer Opernsänger (Bass)
- de Donder, Théophile (1872–1957), belgischer Physiker
- de Donnea, François-Xavier (* 1941), belgischer Politiker, MdEP
- De Dorigo, Marcello (1937–2024), italienischer Skilangläufer
- de Dorlodot, Henry (1855–1929), belgischer Paläontologe und Geologe

### De Dr
- De Droit, Johnny (1892–1986), US-amerikanischer Jazz-Kornettist

### De Du
- de Duve, Christian (1917–2013), belgischer Biochemiker